# The Legend of Tennessee Moltisanti
"The Legend of Tennessee Moltisanti" osma je epizoda HBO-ove televizijske serije Obitelj Soprano. Napisali su je David Chase i Frank Renzulli, režirao Tim Van Patten, a originalno je emitirana 28. veljače 1999.

## Radnja
Na vjenčanju kćeri Larry Boya Baresea, Larry Boy obavještava prisutne članove obitelji DiMeo da FBI namjerava uručiti optužnice suradnicima iz New Jerseyja povezanima s mafijaškim aktivnostima. Kapetani se okupljaju i postavljaju pitanje trebaju li se povući iz posla. Junior kaže da ne bi trebali. I Tony biva upitan za mišljenje, što uzruja Juniora. Tony se složi s Juniorom potvrdivši Juniorov autoritet te sugerira da bi Junior htio da svatko poduzme svoje "proljetno čišćenje". Tijekom večere, kapetani okupljaju svoje obitelji i odlaze riješiti se ili sakriti inkriminirajuće dokaze u svojem vlasništvu. Osupnuta se mladenka rasplače. 
Po dolasku kući, Tony i Carmela iz svojih skrovišta uklanjaju novac i oružje. Carmela se uzruja nakon što je Tony upita za njezin nakit, tvrdeći kako nema račune. Nakon što se ona šokira kad je on upita vjenčani prsten, Tony joj dopušta da ga ostavi.  Meadow i A.J. promatraju što se događa, a Meadow kaže A.J.-u da izbriše pornografiju sa svojeg računala, jer će je inače naći FBI koji će obavjestiti njihove roditelje. Tonyjeva ekipa poduzima slične mjere opreza: Pussy spaljuje sve svoje papire na roštilju, zajedno sa svojom ženom, a Silvio angažira Christophera i Georgieja Santorellija da pronađu prisluškivače u zahodu Bada Binga.
U međuvremenu, Tony kaže Carmeli da odvede Liviju na ručak kako bi on sakrio oružje i novac u njezin apartman u Green Groveu. Tony uspješno obavlja zadatak prije nego što se Carmela i Livia vraćaju. Sljedećeg dana (tijekom komičarskog nastupa u Green Groveu), Junior posjećuje Liviju, koja mu kaže da Tony viđa psihijatra, što je ona saznala od A.J.-a. 
Tony na terapiji kaže dr. Melfi kako ne može doći na njihov sljedeći sastanak. Nakon što ga ona upita zašto, on joj kaže da je situacija složena te da će možda otići "na odmor". Melfi shvati što želi reći vidjevši vijest kako će se obitelj DiMeo, u prvom redu Junior, vjerojatno naći pod optužbom. Dr. Melfi i njezina obitelj prije toga razgovaraju o "talijanskom" pacijentu. Iako Melfin bivši muž ne zna da je pacijent Tony Soprano, sumnja kako je povezan s mafijom. Muči ga što je mafija milijune talijanskih Amerikanaca dovela na loš glas te sugerira da ona proslijedi pacijenta nekom drugom. Melfin sin ističe kako su mafijaški filmovi postali kultna ostvarenja američke kinematografije, a ostatak se obitelji složi. 
Tony propušta sljedeći sastanak s dr. Melfi jer ga privodi FBI, koji stiže u njegov dom s nalogom za pretragu. Agent FBI-a Dwight Harris zna da Tony ima djecu i ne želi ih uznemiriti korištenjem sile ili nasilnim upadom. Tony dopušta FBI-u prilaz svojem domu, a oni nastavljaju pretraživati rezidenciju. Zatim oduzmu A.J.-evo i Meadowino računalo te nekoliko Carmelinih stvari. Međutim, javljaju se tenzije nakon što agent Grasso slučajno razbije kristalnu kuglu u kuhinji Sopranovih, a Tony, prepoznavši njegovu etničku pripadnost, opsuje agenta na talijanskom. Carmela odbija počistiti razbijeno staklo, a Grasso dobiva zapovijed da počisti komadiće s poda. Obitelj kasnije objeduje u kineskom restoranu, a Tony prigovara da su Talijani često nepošteno na meti policije te da su Talijani kao što su Michalangelo i Antonio Meucci pridonijeli društvu. A.J. kaže kako je Alexander Graham Bell izumio telefon, ali Tony to dovede u pitanje, rekavši kako svatko zna da je talijanski imigrant Antonio Meucci bio pravi izumitelj uređaja.  
Na njihovu sljedećem sastanku, dr. Melfi kaže Tonyju kako će biti naplaćen propušteni sastanak. Tony se razbjesni zbog ove očigledne podvale---on je mislio kako je ona tu da mu pomogne umjesto da ga lihvari u teško vrijeme. On joj baci novac, opsuje je i otiđe iz ureda. 
Christopher proživljava noćne more o prvom čovjeku kojeg je ubio Emilu Kolaru. U snu, Christopher poslužuje Emilu hladne odreske u Satriale'su i prima meso iz odsječene ruke u hladnjaku. Emil ga upozorava da je ostavio dokaz njegova ubojstva. Christopher se probudi i počne se brinuti o Emilovu tijelu te pozove Georgieja da mu pomogne da ga iskopaju i premjeste. 
Osim toga, Christopher se muči s pisanjem scenarija temeljenog na njegovim iskustvima u mafiji, prigovarajući kako ne može osmisliti zaplet kojim bi unaprijedio svoje likove te je zabrinut što se u njegovu životu ne događa ništa važno što bi potaknulo pozitivan zaplet u njegovu životu. Christoper je napisao 19 stranica dok njegov scenaristički priručnik kaže kako bi scenarij za film trebao imati oko 120 stranica. 
Adriana, Paulie Gualtieri i Big Pussy pokušavaju ga podržati, ali Christopher nastavlja očajavati. Situacija se pogoršava nakon što Christopher ugleda vijesti i otkrije kako je Brendan Filone zadobio više pozornosti kao pokojni "suradnik" DiMeovih nego dok je bio živ. Tony nazove Christophera da se odveze do Binga i kaže mu da usput uzme peciva. U pekarnici, Christopher svoj bijes iskaljuje na prodavaču, na kraju ga ustrijelivši u stopalo jer je morao čekati na uslugu.  
Nakon što Tony dozna za pucnjavu, izdere se na Christophera. Zabrinut za Christopherovo mentalno stanje, Tony ga upita je li ikad razmišljao o samoubojstvu (napravivši rukom znak pištolja i smjestivši prst u usta). Christopher kaže da nije bio tako mentalno slab. Tonyjevi pokušaji da navede Christophera na razgovor o njegovim osjećajima, kao što to sami Tony čini na terapiji, nailaze na zbunjenost i ismijavanje. Christopher sljedećeg dana prima telefonski poziv od svoje majke, koja mu kaže kako mu je ime objavljeno u članku Star-Ledgera o mafiji. Iako to njegova majka ne odobrava, to je za Christophera priznanje za kojim je čeznuo. Sav uzbuđen, odlazi do najbližeg kioska i kupuje novine. Nakon što se ugledao u novinama, uzme cijelu zalihu novina, ubaci ih u auto i ode.

## Glavni glumci
- James Gandolfini kao Tony Soprano
- Lorraine Bracco kao Dr. Jennifer Melfi
- Edie Falco kao Carmela Soprano
- Michael Imperioli kao Christopher Moltisanti
- Dominic Chianese kao Corrado Soprano, Jr.
- Vincent Pastore kao Big Pussy Bonpensiero
- Steven Van Zandt kao Silvio Dante
- Tony Sirico kao Paulie Gualtieri
- Robert Iler kao Anthony Soprano, Jr.
- Jamie-Lynn Sigler kao Meadow Soprano
- Nancy Marchand kao Livia Soprano

### Gostujući glumci
- Richard Romanus kao Richard LaPenna
- Drea de Matteo kao Adriana

#### Ostali gostujući glumci
| - Al Sapienza kao Mikey Palmice - Tony Darrow kao Larry Boy Barese - George Loros kao Raymond Curto - Joe Badalucco, Jr. kao Jimmy Altieri - Frank Santorelli kao Georgie - Sam Coppola kao dr. Reis - Brian Geraghty kao dječak - Will McCormack kao Jason LaPenna - Ed Crasnick kao komičar - Joseph Gannascoli kao Gino | - Barbara Hass kao Aida Melfi - Timothy Nolan kao Jeffrey Wernick - Barbara Lavalle kao frontmen sastava - Robert Anthony Lavalle kao frontmen sastava #2 - Frank Pando kao Agent Grasso - Annika Pergament kao voditeljica vijesti - Brooke Marie Procida kao mladenka - Matt Servitto kao Agent Harris - Bruce Smolan kao Emil Kolar |

## Prva pojavljivanja
- Agent Frank Grasso: agent koji istražuje zločinačku obitelj DiMeo.
- Agent Harris: agent koji se specijalizirao za zločinačku obitelj DiMeo.
- Jason LaPenna: sin dr. Melfi.
- Richard LaPenna: bivši muž dr. Melfi.
- Jimmy Petrille: kapetan u zločinačkoj obitelji Lupertazzi.
- Angie Bonpensiero: Pussyjeva žena koja se smatra "mafijaškom suprugom" te dobra prijateljica Carmele Soprano, Gabrielle Dante i Rosalie Aprile.
- Gabriella Dante: Silvijeva žena koja se smatra "mafijaškom suprugom" te dobra prijateljica Carmele Soprano, Rosalie Aprile i Angie Bonpensiero.

## Naslovna referenca
- Christopher pokušava napisati scenarij, a Adriana ga nazove svojim "Tennesseejem Williamsom", referenca na Tennesseeja Williamsa, dramatičara koji je napisao Tramvaj zvan čežnja.

## Reference na druge medije
- Christopher ustrijeli prodavača u pekarnici u stopalo kao što su njegova lika, Michaela "Pauka" Gianca ustrijelili u Dobrim momcima.
- Paulie se referira na Ernesta Hemingwaya kad govori o "tipu s borbama s bikovima, koji si je raznio glavu".

## Produkcija
- Joseph R. Gannascoli, koji u ovoj epizodi glumi Gina, mušteriju u pekarnici, u drugoj se sezoni vraća kao Vito Spatafore, vojnik u ekipi Aprile. Gannascoli, Saundra Santiago i Dan Grimaldi jedini su glumci koji su portretirali dvije uloge u seriji. Saundra Santiago portretira blizance Jeannie Cusamano i Joan O'Connell. Grimaldi portretira Phillyja i Patsyja Parisija.
- Pussy i Silvio u ovoj se epizodi pojavljuju s drugačijim suprugama, a glumice koje su ih portretirale nisu dobile potpis niti su imale ijednu rečenicu. Pussyjeva supruga pojavljuje se i u epizodi "Guy Walks into a Psychiatrist's Office...". U drugoj je sezoni ulogu Angie Bonpensiero preuzela Toni Kalem, a onu Gabrielle Dante Maureen Van Zandt.

## Glazba
- Pjesma koja svira tijekom odjavne špice je "Frank Sinatra" sastava Cake.

## Vanjske poveznice
- The Legend of Tennessee Moltisanti u internetskoj bazi filmova IMDb-a